# Didymocarpus pteronema
Didymocarpus pteronema är en tvåhjärtbladig växtart som beskrevs av Brian Laurence Burtt. Didymocarpus pteronema ingår i släktet Didymocarpus och familjen Gesneriaceae. Inga underarter finns listade i Catalogue of Life.